# العلاقات الأندورية الجنوب إفريقية
العلاقات الأندورية الجنوب أفريقية هي العلاقات الثنائية التي تجمع بين أندورا وجنوب أفريقيا.

## مقارنة بين البلدين
هذه مقارنة عامة ومرجعية للدولتين:
| وجه المقارنة                                              | أندورا                                                     | جنوب أفريقيا |
| --------------------------------------------------------- | ---------------------------------------------------------- | --- |
| المساحة (كم2)                                             | 468                                                        | 1.22 مليون |
| عدد السكان (نسمة)                                         | 76.18 ألف                                                  | 57.73 مليون |
| الكثافة السكانية (ن./كم²)                                 | 16.28 ألف                                                  | 47.32 |
| العاصمة                                                   | أندورا لا فيلا                                             | بريتوريا، بلومفونتين، كيب تاون |
| اللغة الرسمية                                             | اللغة الكتالونية                                           | لغة إنجليزية، اللغة الأفريقانية، اللغة النديبلي الجنوبية، اللغة السوثو الشمالية، اللغة السوتية، لغة سوازي، اللغة التسونجا، اللغة التسوانية، اللغة الفيندية، اللغة الكوسية، اللغة الزولوية |
| العملة                                                    | يورو                                                       | راند جنوب أفريقي |
| الناتج المحلي الإجمالي (بليون دولار)                      | 3.01 مليار                                                 | 349.42 مليار |
| الناتج المحلي الإجمالي (تعادل القوة الشرائية) بليون دولار |                                                            | 725.91 مليار |
| الناتج المحلي الإجمالي الاسمي للفرد دولار أمريكي          |                                                            | 5.72 ألف |
| الناتج المحلي الإجمالي للفرد دولار أمريكي                 |                                                            | 13.05 ألف |
| مؤشر التنمية البشرية                                      | 0.858                                                      | 0.666 |
| رمز المكالمات الدولي                                      | +376                                                       | +27 |
| رمز الإنترنت                                              | .ad                                                        | .za |
| المنطقة الزمنية                                           | ت ع م+01:00، توقيت وسط أوروبا، ت ع م+02:00، أوروبا/أندورا ‏ | ت ع م+02:00، أفريقيا/جوهانسبرغ ‏ |

## منظمات دولية مشتركة
يشترك البلدان في عضوية مجموعة من المنظمات الدولية، منها:
| علم المنظمة | اسم المنظمة                   | تاريخ انضمام أندورا | تاريخ انضمام جنوب أفريقيا |
| ----------- | ----------------------------- | ------------------- | ------------------------- |
|             | الاتحاد الدولي للاتصالات      | 12 نوفمبر 1993      | 1910                      |
|             | منظمة حظر الأسلحة الكيميائية  | ?                   | ?                         |
|             | يونسكو                        | 20 أكتوبر 1993      | 4 نوفمبر 1946             |
|             | الأمم المتحدة                 | 28 يوليو 1993       | 7 نوفمبر 1945             |
|             | منظمة الشرطة الجنائية الدولية | ?                   | ?                         |

## وصلات خارجية
- موقع وزارة الخارجية الأندورية
- موقع وزارة الخارجية الجنوب أفريقية